# Vannholmarna
Ej att förväxla med Vannholmarna i Kungälvs kommun, söder om Klåverön, eller Vannholmen i Tjörns kommun, norr om Tjörn.
Vannholmarna är två öar i den yttre skärgården på västkusten, väster om Rönnäng, sydväst om Klädesholmen och nordnordväst om Marstrand. De båda öarna är benämnda som Yttre och Inre Vannholmen på sjökortet och på Lantmäteriets kartor. På sommaren är det en populär naturhamn för fritidsbåtar samt anhalt för dagsutflykter för lokalbefolkningen från Klädesholmen och Rönnäng. Öarna ingår i Pater Noster-skärgårdens naturreservat